# Adria
Adria er en by i Veneto i Italien, med omkring 18.643(2023) indbyggere. Byen har lagt navn til Adriaterhavet og drengenavnet Adrian.